# Pintor de Nicóstenes

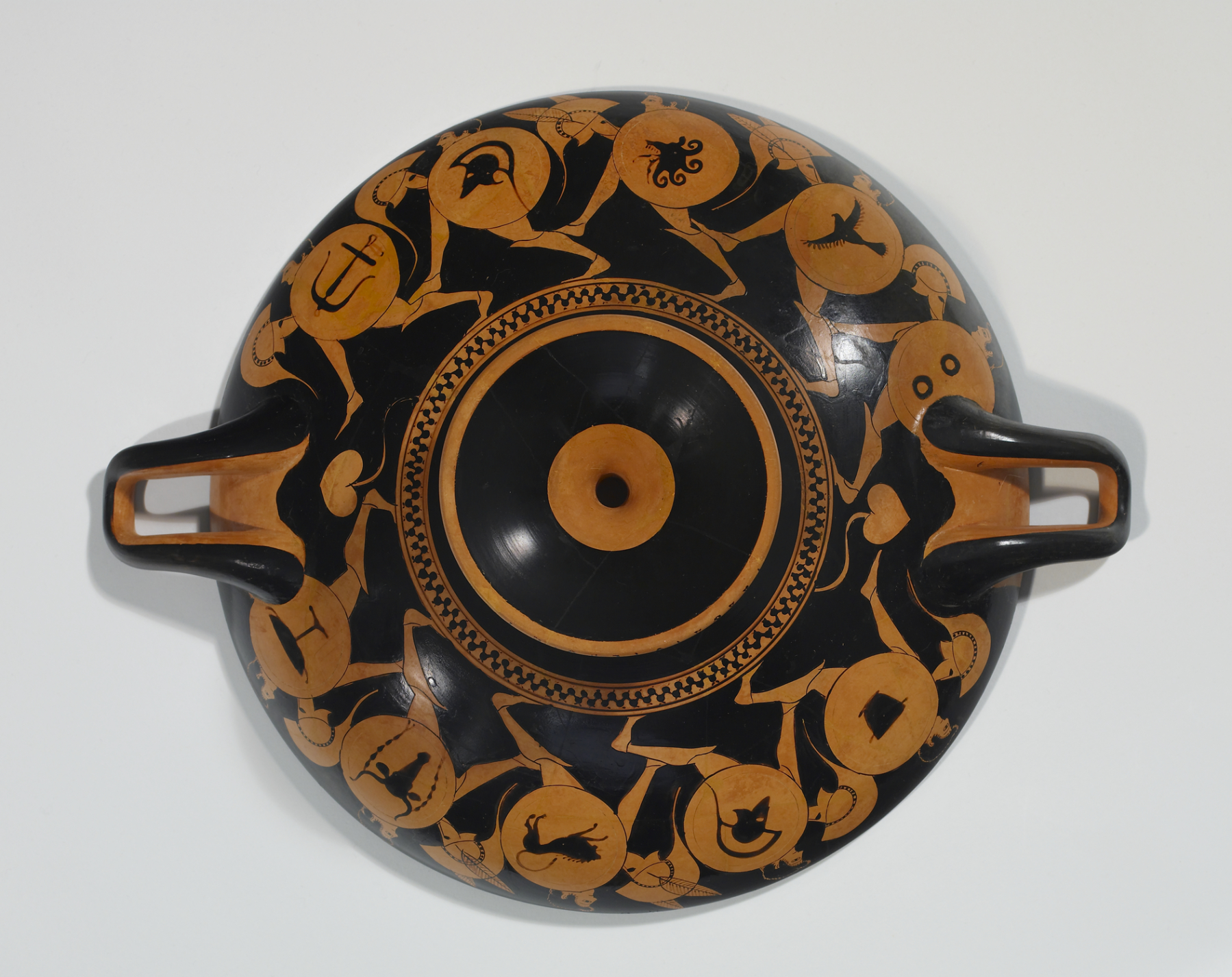
Carrera de hoplitódromo con diez hoplitas.; kílix de tipo B firmado por el alfarero Panfeo. Museo Walters, c. 500 a. C..

El Pintor de Nicóstenes fue un pintor griego de vasos activo en Atenas aproximadamente entre el 520 y el 500 a. C.
Fue uno de los primeros pintores de kílices de figuras rojas. Se considera que su periodo creativo se sitúa entre el 510 y el 500 a. C., posiblemente un poco antes. desde 520-500 a .C. Fue un pintor de vasos ateniense cuyo nombre real se desconoce. El erudito en arte británico John Beazley lo ha llamó el Pintor de Nicóstene», basándose principalmente en un análisis estilístico, en honor al alfarero Nicóstenes, autor de tres vasos firmados (ΝΙΚΟΣΘΕΝΕΣ ΕΠΟΙΕΣΕΝ = ‘hechos por Nikóstenes)’. Fue bastante prolífico, y en la actualidad se le atribuye un número de tres dígitos de vasos y fragmentos de vasos),  que decoró este pintor (nombre reservado para este artista, que pintó exclusivamente con la técnica de figuras rojas, mientras que el pintor que decoró los vasos de Nicóstenes con la técnica de figuras negras se conoce como Pintor N – N = abreviatura: Nicóstenes.
Trabajaba en el importante taller de Nicóstenes/Panfeo, en el que el innovador alfarero Nicóstenes inició varios desarrollos e innovaciones entre los ceramistas del Cerámico y al que luego sucedió Panfeo, que también era muy capaz pero en absoluto tan innovador. El nombre del pintor no ha sobrevivido, por lo que John Beazley le asignó un nombre convenido. Dado que no se conoce más información sobre él, solo las investigaciones estilísticas permitieron reconocer su personalidad detrás de las obras individuales. Al igual que los pintores de vasos de figuras negras, el Pintor N y el Pintor BMN, recibió el nombre del alfarero Nicóstenes, que había firmado con su nombre, tres vasos decorados por el Pintor de Nicóstenes. También colaboró con el alfarero Panfeo (decorando al menos siete vasos firmados para él), de quien Beazley sugiere que pudo haber sido un socio menor del alfarero Nicóstenes. Fue el más estrechamente asociado entre los pintores que colaboraron con los alfareros Nicóstenes y Panfeo, ya que la mayoría de sus vasos supervivientes llevan sus firmas y ninguno de sus vasos parece llevar la firma de otro alfarero. Si bien algunos de los muchos vasos decorados, por ejemplo, Olto o Epicteto también firmados por otros alfareros.

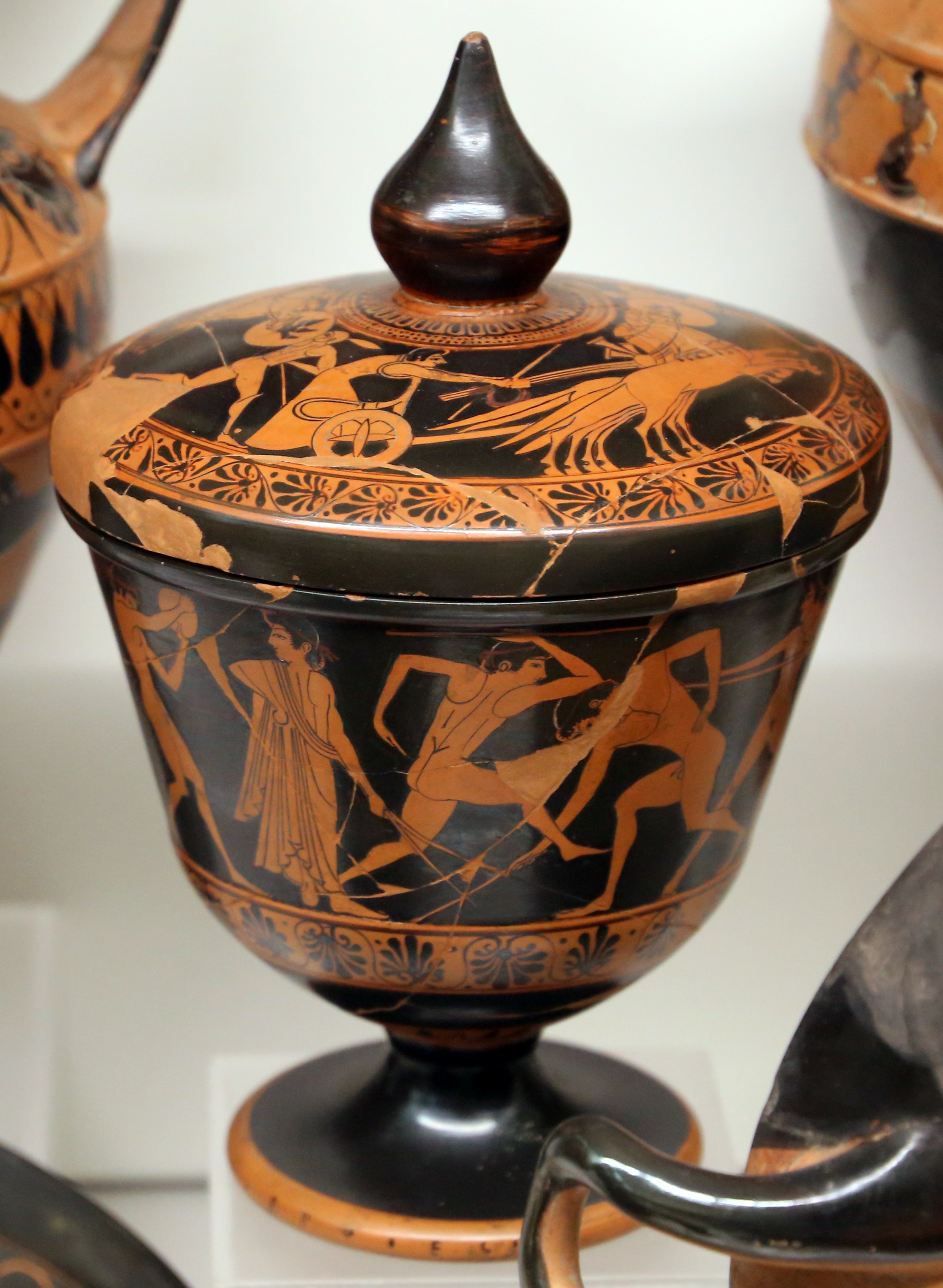
Píxide nicosténica en Villa Julia: auriga en la tapa y atleta en el cuerpo; c. 520 a. C.

Decoraba sobre todo kílices, en particular copas de ojos estándar, así como copas de ojos con palmetas. A diferencia de los pintores anteriores de kílices, como Olto y Fidipo o el Pintor de ojos de Bowdoin, decoró sus obras exclusivamente en el estilo de figuras rojas y no en la forma bilingüe, es decir, también de figuras negras. Además de las copas, que también pintó con frisos en lugar de las composiciones de las copas de ojos, así como de los kílices de tipo B, también se le han atribuido otras formas, como de forma inusual, cántaros  o una singular píxide nicosténica de figuras rojas  y una copa con pico con un tamiz delante del pico, respectivamente. En la época en que el pintor estaba activo, los temas dionisíacos eran tan populares que no eran más característicos de un pintor que de otro. Sus pinturas son a menudo de un estándar más bajo (las figuras aquí parecen rígidas y están proporcionalmente desequilibradas), pero algunas son artísticamente más elaboradas. Un ejemplo son las pinturas de figuras rojas en un kílix del Museo Británico (Museo Británico 1841,0301.22) en Londres, mientras que las pinturas que representan a un silenos danzando (pintura en un tondo en el fondo del vaso) y amazonas preparándose para la batalla en un lado del vaso pueden describirse como artísticamente mediocres, la pintura en el lado opuesto del vaso que representa una escena con  Sarpedón muerto (el dios del sueño Hipnos y el dios de la muerte Tánatos levantan el cuerpo de Sarpedón bajo la dirección de Iris, en presencia de una mujer representada con su mano sobre su pecho en un gesto de desesperación, que probablemente es la madre del héroe) es una obra conmovedora. y una hermosa composición. En relación con esta obra, los expertos han observado la similitud de algunas figuras, la composición e incluso las técnicas de pintura (por ejemplo, el uso de esmalte diluido para sombrear los músculos abdominales) con la representación de la escena con Sarpedón muerto en una crátera de figuras rojas decorada por el pintor Eufronio (quizás se trataba de una "copia" de otro taller ateniense).
Era un pintor a la antigua usanza que seguía muy apegado a las convenciones de representación del estilo de figuras negras en su método de trabajo. Incluso los ornamentos secundarios seguían correspondiendo en gran medida a las antiguas convenciones. Sus figuras parecen pesadas y a menudo mal proporcionadas, su estilo es bastante vivo y sus temas pictóricos son a menudo imaginativos y no pocas veces tienen connotaciones sexuales. Sin embargo, es más frecuente la representación de escenas de la vida ideal de las clases altas griegas: guerreros, atletas y temas dionisíacos. Más raras son las representaciones con connotaciones mitológicas. En sus mejores obras alcanza a otras obras cualitativamente mejores de sus contemporáneos. 
Las investigaciones también han reconocido un Círculo de pintores de Nicóstenes, cuyas obras no fueron pintadas por él, pero que revelan sus métodos de trabajo. Tuvo gran influencia en el Pintor de Nápoles RC 132. 

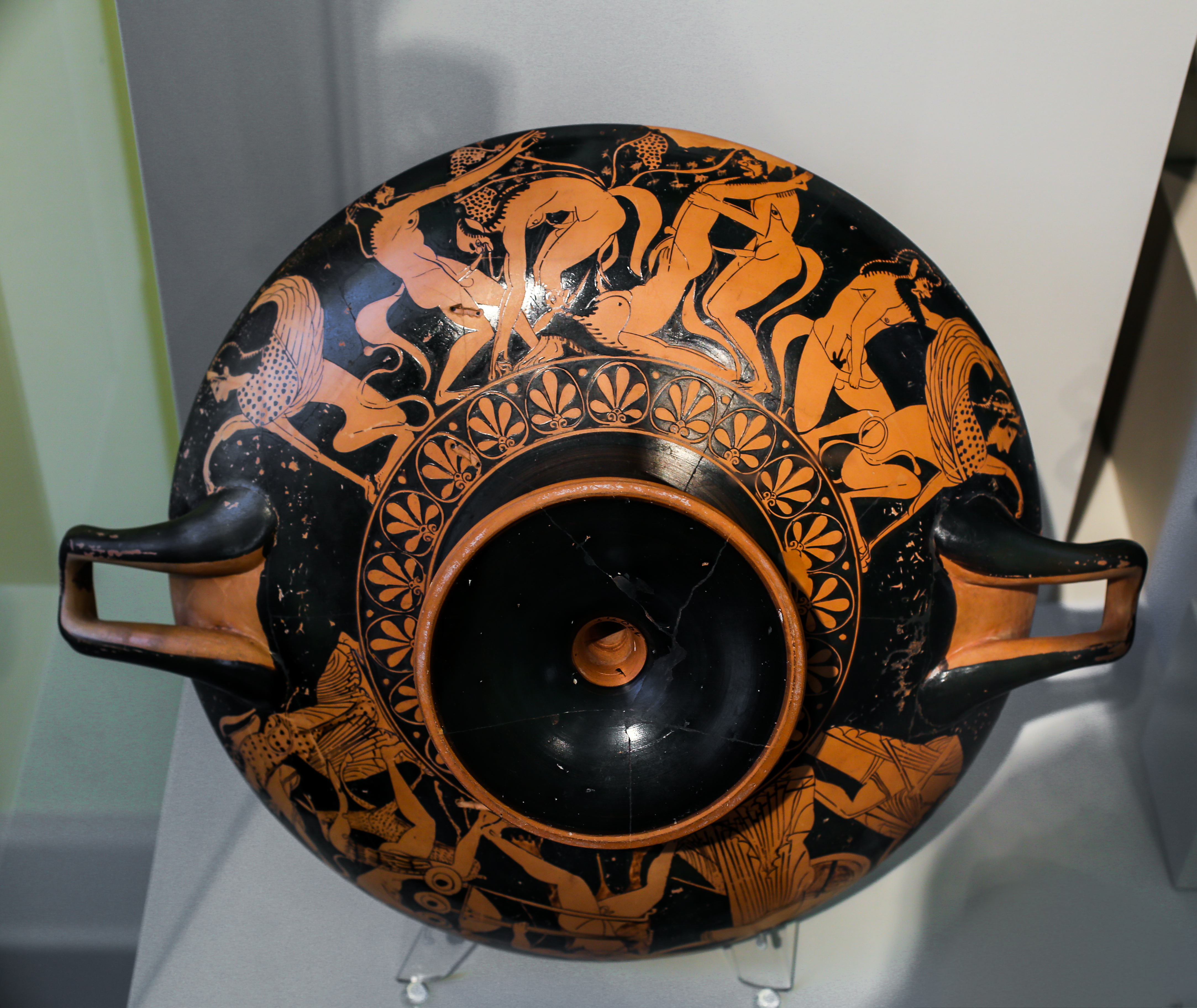
Kílix ático de figuras rojas que representa una orgía de sátiros, ca. 500 a. C., Altes Museum (Antikensammlung) 1964.4, Berlín.
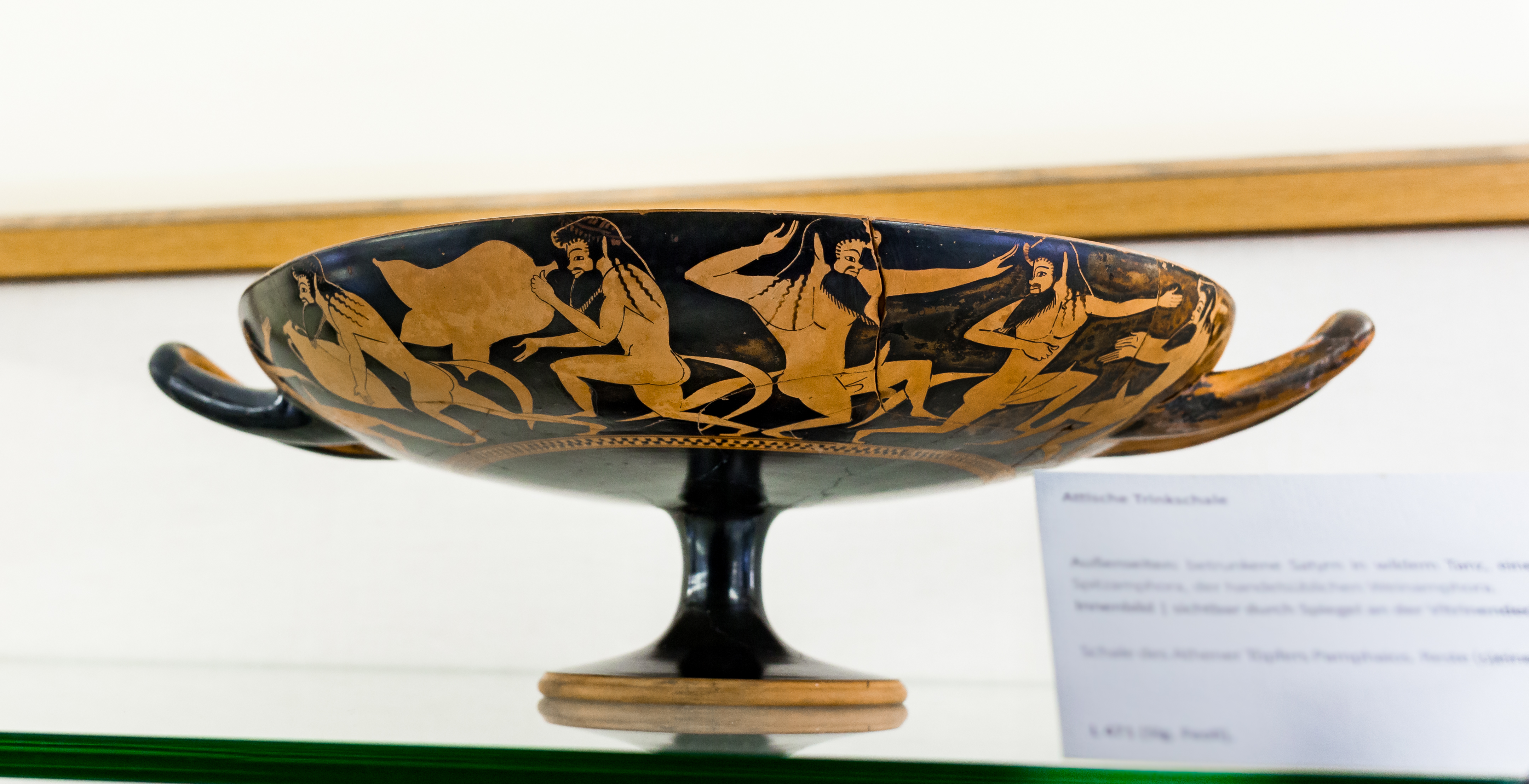
Kílix ático de figuras rojas que representa sátiros danzantes, c. 510 a. C., Museo Martin von Wagner L 471/HA 425, Wurzburgo.
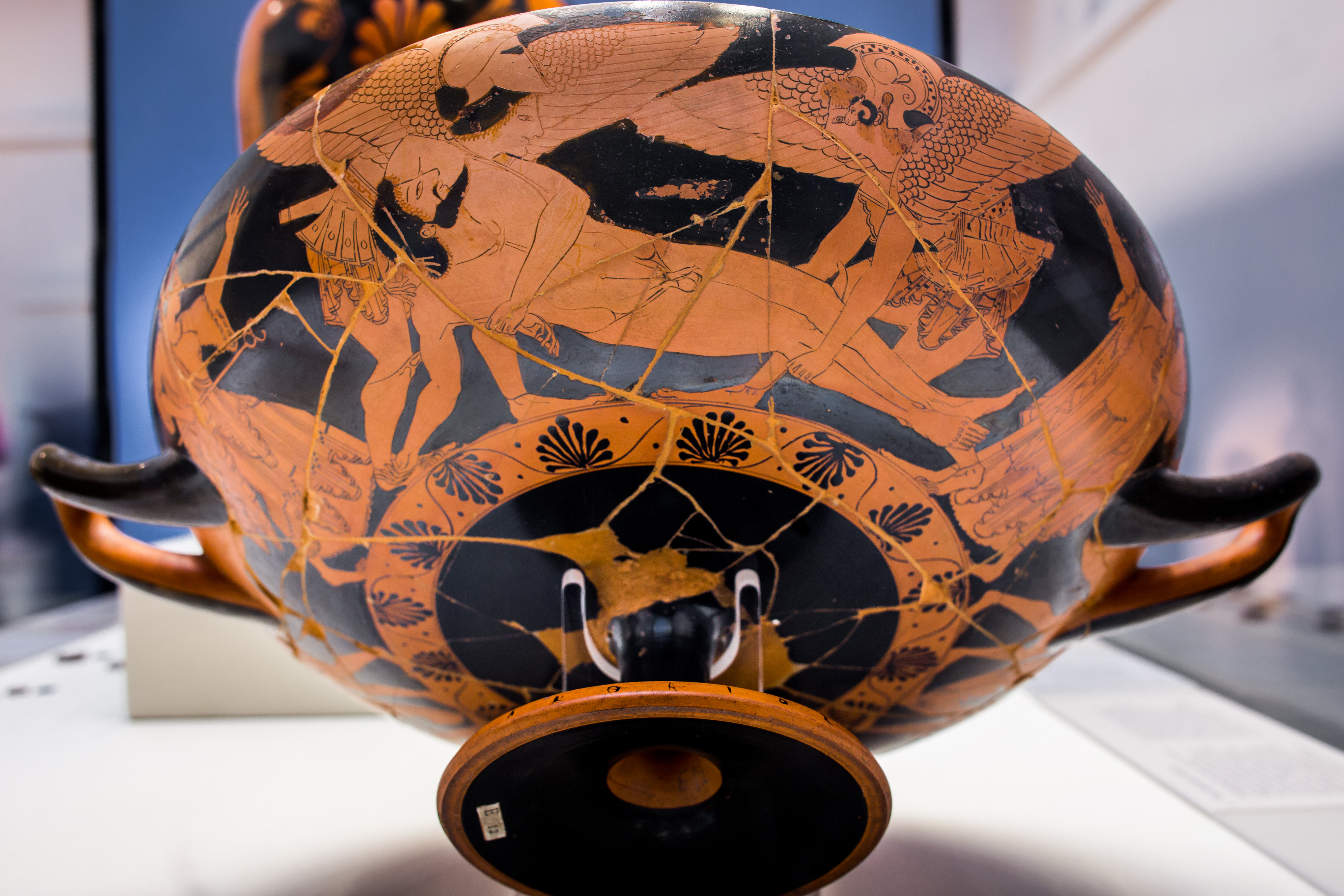
Kílix ático de figuras rojas que representa a los dioses Tánatos e Hipnos levantando el cadáver de Sarpedón, pintor: Nnicóstenes, alfarero: Panfeo, c. 510-500 a. C., Museo Británico, Londres, 1841, 0301.